# Avenue des Frères Goemaere
L'avenue des Frères Goemaere est une rue bruxelloise de la commune d'Auderghem qui monte de l'avenue Herrmann-Debroux vers le square du Sacré-Cœur de Blankedelle.
Sa longueur est d'environ 360 mètres.

## Historique et description
La voie est renseignée tant sur la carte de Van Werden (1659) que sur la carte de Ferraris (1771), qui la nomme Route de Boitsfort à Auderghem. La population utilisait la rive est de la vallée de la Woluwe, pour éviter le ruisseau, ses étangs et ses marécages. Jadis, le chemin était formé des actuelles avenue des Frères Goemaere, Van Horenbeeck et Charle-Albert. Il était alors ceint par la forêt et servait aux bûcherons qui y faisaient passer leurs charrettes lourdement chargées pour atteindre la chaussée de Wavre.
Le chemin porte le n° 8 dans l' Atlas des Communications Vicinales de 1843. Il a été pavé en 1844 ; on réclamait un péage  aux transporteurs. Il portait également le nom de Houtweg.
Le 1er janvier 1917, la chaussée de Boitsfort changea de nom pour éliminer des doublons (la chaussée de Boitsfort à Watermael-Boitsfort) en région bruxelloise et on l'appela d'après le nom populaire avenue des Quatre-Maries (Vier Mariekeslaan) en souvenir des quelques maisonnettes autour du Sacré-Cœur où habitaient quatre femmes prénommées Marie.
Après la Première Guerre mondiale, on donna le nom de victimes aux voies publiques. On suppose que c'est à la demande du père Goemaere, important éditeur bruxellois et fournisseur de la Cour, que le nom de l'avenue des Quatre-Maries changea en Frères Goemaere le 19 décembre 1925. La propriété de l'homme formait l'angle de la chaussée de Wavre et de l' avenue des Quatre-Maries.

## Galerie

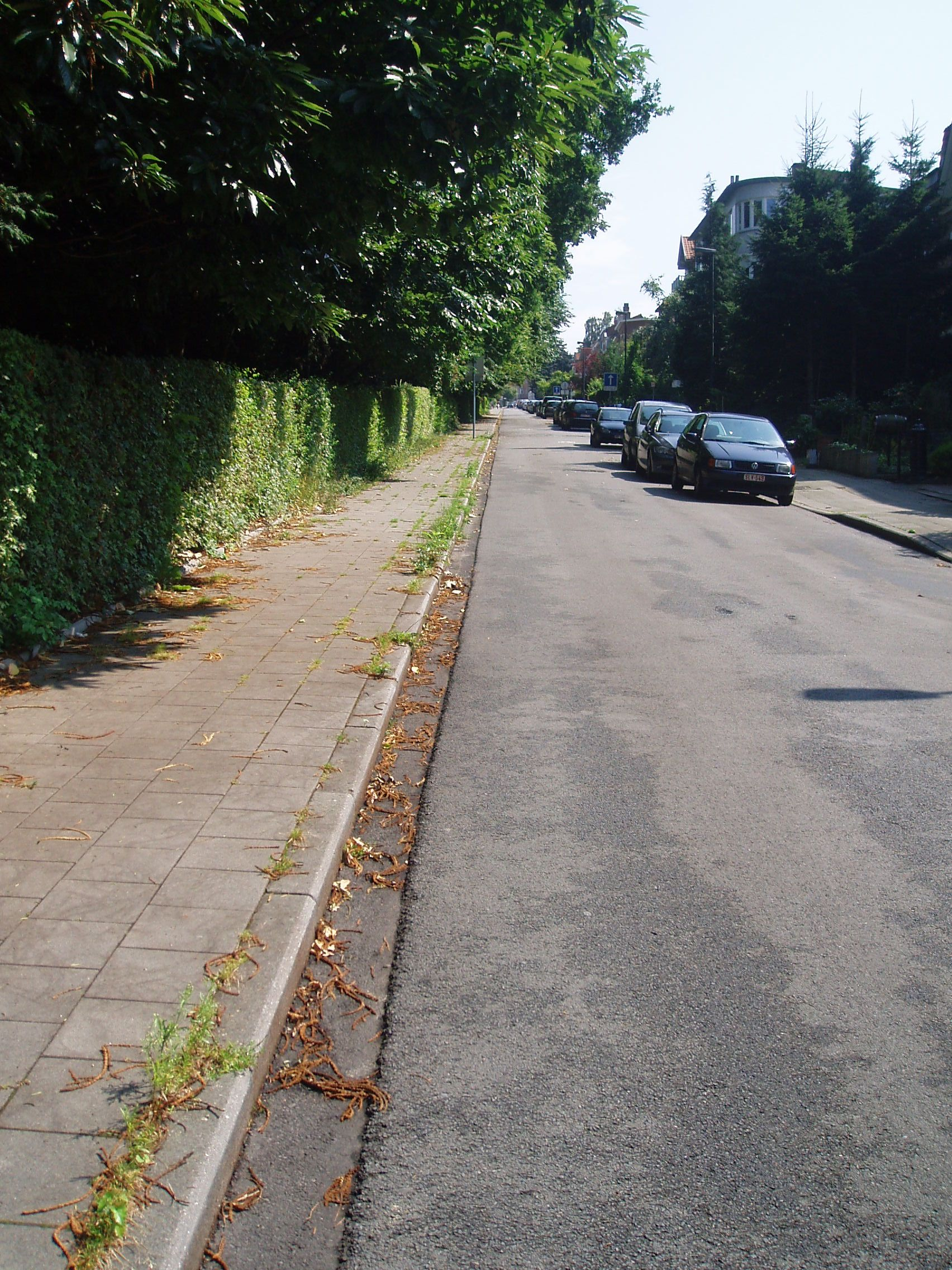
L'avenue des Frères Goemaere vue d'en bas